# At the Edge of Time
Albums de Blind Guardian
A Twist in the Myth
(2006)
At the Edge of Time est le neuvième album du groupe de power metal allemand Blind Guardian. Il est sorti le 30 juillet 2010.
Il présente la piste Sacred Worlds anciennement Sacred, remaniée, composée pour le jeu vidéo Sacred 2.

## Liste des titres
1. Sacred Worlds – 9:17
2. Tanelorn (Into the Void) – 5:58
3. Road of No Release – 6.30
4. Ride into Obsession – 4.46
5. Curse My Name – 5:52
6. Valkyries – 6:38
7. Control the Divine – 5:26
8. War of the Thrones (piano version) – 4:55
9. A Voice in the Dark – 5:41
10. Wheel of Time – 8:55